# Österåker-Östra Ryds distrikt
Österåker-Östra Ryds distrikt är ett distrikt i Österåkers kommun och Stockholms län. 
Distriktet ligger omkring Åkersberga.

## Tidigare administrativ tillhörighet
Distriktet inrättades 2016 och utgörs av socknarna Östra Ryd (utom Bogesundslandet) och Österåker i Österåkers kommun.
Området motsvarar den omfattning Österåker-Östra Ryds församling hade vid årsskiftet 1999/2000 och som den fick 1992 när socknarnas församlingar gick samman.